# إسماعيل يس للبيع (فلم)
إسماعيل يس للبيع هو فيلم مصري تم إنتاجه عام 1958، من إخراج حسام الدين مصطفى و بطولة إسماعيل يس وفيروز وسعاد مكاوي.

## تمثيل
- إسماعيل يس
- فيروز
- سعاد مكاوي
- سعيد أبو بكر
- محمد صبيح
- عبد المنعم إسماعيل
- رياض القصبجي
- صلاح نظمي
- أنور البابا بشخصية أم كامل

## وصلات خارجية
- مقالات تستعمل روابط فنية بلا صلة مع ويكي بيانات

1. ↑  "معلومات عن إسماعيل يس للبيع (فيلم) على موقع filmweb.pl". filmweb.pl. مؤرشف من الأصل في 2019-12-10.
2. ↑  "معلومات عن إسماعيل يس للبيع (فيلم) على موقع elfilm.com". elfilm.com.[وصلة مكسورة]
3. ↑  "معلومات عن إسماعيل يس للبيع (فيلم) على موقع csfd.cz". csfd.cz. مؤرشف من الأصل في 2019-12-10.